# Carlos Villar Turrau
Carlos Villar Turrau (San Sebastián, 22 de diciembre de 1945) es un militar español en la reserva, que fue general de ejército y Jefe de Estado Mayor del Ejército de Tierra (JEME) de 2006 a 2008.
Licenciado en ciencias económicas, ingresó en la Academia General Militar en 1963, recibiendo el despacho de teniente de Ingenieros en julio de 1967. Ascendió a capitán en 1971. De 1968 a 1980 ocupó varios destinos en la Brigada Paracaidista, 
la División de Logística del Estado Mayor del Ejército de Tierra, el gabinete del Ministerio de Defensa y en la Secretaría de Estado de la Administración Militar. De 1994 a 1997, con el empleo de coronel, fue jefe del Regimiento de Guerra Electrónica Estratégica n.º 32 y del Regimiento de Transmisiones Estratégicas n.º 22.
En 1998 ascendió a general de brigada, situándose al frente del Grupo de Estudios para la Implantación de un Nuevo Modelo de Fuerzas Armadas (1998-1999). Después fue asesor en Sistemas de Información y Comunicaciones del jefe de Estado Mayor del Ejército de Tierra, encomendándosele la elaboración del Plan Director de Investigación y Desarrollo (PDID), por encargo de la Dirección General de Armamento y Material (DGAM).
En junio de 2000 fue nombrado subdirector general de Tecnología y Centros de la DGAM, y en septiembre de 2001 se convirtió director general, cargo que ocupó hasta 2006, cuando fue promocionado a general de división. En 2005 recibió el empleo de teniente general formando parte de la Agencia Europea de Defensa como miembro de su Comité Director.
El 28 de abril de 2006 fue designado Jefe de Estado Mayor del Ejército de Tierra (JEME) en sustitución de José Antonio García González (cuestionado por mantener una actitud pasiva en el “caso Mena”). Ocupó este cargo hasta el 18 de julio de 2008. Después fue vicepresidente de estrategia de Santa Bárbara Sistemas, empresa que había realizado numerosos contratos con Defensa.

## Condecoraciones
- Gran Cruz del Mérito Militar con distintivo blanco.[8]

- Gran Cruz de la Orden de San Hermenegildo[9]

- Placa de la Orden de San Hermenegildo
- Encomienda de la Orden de San Hermenegildo
- Cruz de la Real y Militar Orden de San Hermenegildo
- Ocho Cruces del Mérito Militar con distintivo blanco.
- Dos Cruces del Mérito Naval con distintivo blanco.
- Cruz del Mérito Aeronáutico con distintivo Blanco.
- Cruz de la Orden del Mérito de la Guardia Civil con distintivo blanco.
- Cruz de la Orden al Mérito Policial con distintivo rojo.
- Medalla al Mérito de la Protección Civil (Cooperación)

Distintivos
- Distintivo de Paracaidista (España).
- Distintivo de Permanencia en Fuerzas Paracaidistas del Ejército de Tierra (España).
- Distintivo de Paracaidista (Francia).

| Predecesor: José Antonio García González | Jefe de Estado Mayor del Ejército de Tierra 28 de abril de 2006 - 18 de julio de 2008 | Sucesor: Fulgencio Coll |